# Ралука Апроду
Ралука Апроду(рум. Raluca Aprodu; *18 лютого  1985, Бухарест, СРР) — румунська театральна та кіноактриса. 

## Біографія
Ралука Апроду народилася 18 лютого 1985 року у Бухаресті. Закінчила Національний університет театру і кіно «І. Караджале». 

## Фільмографія
- За течією (2010)
- Селфі 69 (2016)